# Pulau Tanjung
Pulau Tanjung is een bestuurslaag in het regentschap Asahan van de provincie Noord-Sumatra, Indonesië. Pulau Tanjung telt 2676 inwoners (volkstelling 2010).